# Coberta plana

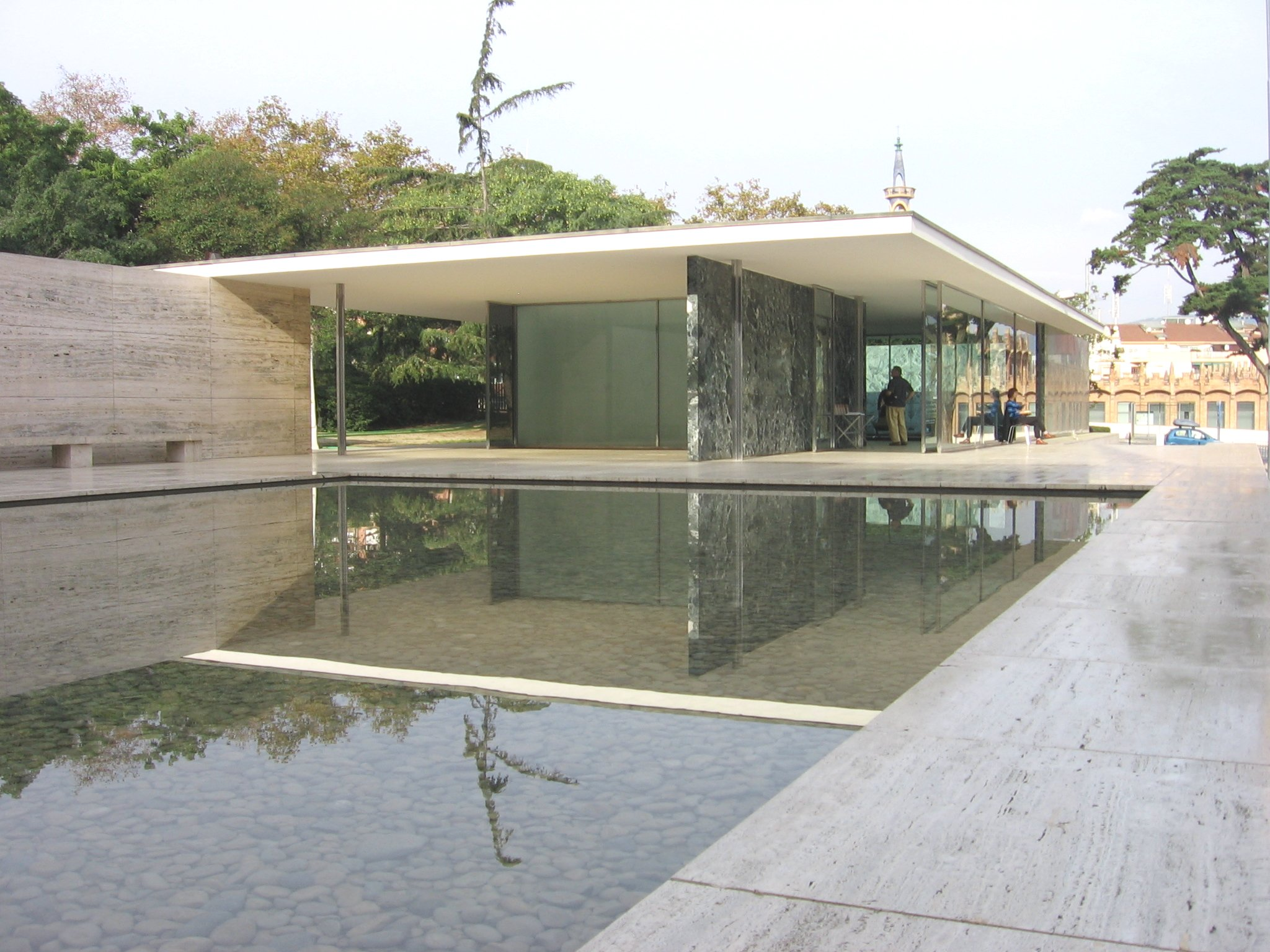
Pavelló d'Alemanya amb coberta plana. Exposició Internacional de Barcelona, 1929.

Una coberta plana és aquella coberta sensiblement horitzontal, comunament composta per un o més vessants de pendent inferior al 5%. A diferència de les cobertes inclinades, les cobertes planes permeten el trànsit de les persones per la seva superfície, així com la col·locació de maquinària. Conceptualment, el funcionament d'una coberta plana i una teulada o coberta inclinada són diferents: mentre que la teulada tracta d'evacuar l'aigua, la coberta plana la recull per conduir-la cap als embornals.

## Origen
Encara que de cobertes planes n'hi ha des d'antic en les civilitzacions ubicades en zones d'escassa pluja, l'auge d'aquest tipus de cobertes ve de la mà del moviment modern i del desenvolupament de materials impermeables capaços de garantir una bona estanquitat.
En les societats preindustrials, aquestes cobertes sorgeixen habitualment com a resposta a la necessitat de disposar de més espai habitable en zones altament densificades o amb escassa possibilitat de creixement. Entre els usos més freqüents es trobaven: assecar el gra, estendre la bugada, i terrassa o fins i tot dormitori a l'aire lliure, en climes calorosos.

### Terrats
Entre les primeres cobertes planes es troben les construïdes amb terra o fang, anomenades terrats. Aquestes cobertes primitives van gaudir d'una amplíssima distribució geogràfica, sorgint en llocs tan dispars com el sud d'Europa, nord d'Àfrica, Amèrica central o l'estepa asiàtica. A Espanya van ser més pròpies de la regió mediterrània, tot i que van ser presents a tota la península. Els terrats solen construir-se sobre una base de troncs, sobre la qual es disposa una capa de fibres o canyes, que suporten diversos centímetres de terra fortament compactada. En els climes més humits era comú afegir una última capa d'argila, molt més impermeable. Aquestes cobertes exigien un elevat manteniment, per la qual cosa en algunes zones es va produir una nova millora: afegir a la coberta una última capa protectora a base de calç (Grècia), guix (Tunísia) o rajoles ceràmiques (Cadis). L'evacuació de l'aigua es produïa per petits orificis en els laterals, anomenats "embornals".
L'arquitecte romà Vitruvi ja detallava el sistema de construcció de cobertes planes de terra i protegides amb un paviment ceràmic. El gruix de la capa de terra es xifrava en "un peu".

#### Terrats a la catalana
En certs tipus de cobertes planes, com l'anomenada terrat a la catalana, també es prolonga la coberta fora del pla de façana formant un ràfec, en general menys sortint que en les cobertes planes.

### Cobertes d'escàs pendent
Molts edificis del període neoclàssic intenten aconseguir cobertes amb molt poc pendent refinant el sistema de les teulades tradicionals: el desguàs continua basant-se en la geometria o gravetat, però les teules se substitueixen per làmines metàl·liques més horitzontals, usualment de plom. Paral·lelament es millora la tècnica de les cobertes planes d'acabat ceràmic.

### Industrialització
A mesura que les millores tant en la tècnica com en els materials permeten abordar terrats més grans, la coberta comença a fraccionar-se en petits faldons, i amb ells apareixen els embornals i els baixants interiors; conductes que es reparteixen per la superfície de la coberta i que evacuen l'aigua fins al sòl. A partir de 1840 comencen a aparèixer patents de moderns materials per a cobertes planes, però és entre finals del segle xix i principis del XX quan el desenvolupament del formigó armat comença a generalitzar el terrat o coberta plana en els edificis, imitant la forma constructiva de la resta dels forjats. Finalment, en les primeres dècades del segle xx, l'adveniment del moviment modern i l'estètica racionalista de plànols ortogonals, així com el funcionalisme de les cobertes transitables, acaben imposant aquesta solució.

## Components
Amb independència de la seva tipologia, les cobertes planes han de disposar dels següents elements:
- Suport estructural: element que suporta la mateixa coberta i les càrregues que eventualment es produeixin sobre ella (maquinària, mobiliari, persones, aigua, neu, vent…).
- Aïllant tèrmic: capa aïllant que, a manera de manta, redueix l'intercanvi de fred o calor amb l'exterior.
- Làmina impermeabilitzant: barrera contra l'aigua.
- Protecció superior: protegeix les capes inferiors enfront de la radiació solar i el desgast mecànic, i ha de ser prou pesada, o si no, estar prou ancorada per a evitar que el vent pugui aixecar-la. Com a superfície d'acabat, compleix també una funció estètica.

## Tipologies de coberta plana
Segons l'ordre de col·locació de les capes, i dels materials emprats, les cobertes planes es poden classificar de diferents maneres:
- Per la seva ventilació:
  - Freda: càmera d'aire entre l'estructura i el revestiment exterior.
  - Calenta: el revestiment i l'aïllant descansen directament sobre l'estructura.

- Per la disposició de l'aïllament:
  - Tradicional: l'impermeabilitzant es col·loca damunt de l'aïllament.
  - Invertida: l'aïllant es col·loca sobre de l'impermeabilitzant.

- Pel seu acabat:
  - Transitable: el revestiment superior permet el trànsit de persones.
  - No transitable: el revestiment no està pensat per al trànsit habitual.
  - Enjardinada: la coberta suporta una capa de terra amb vegetació, a manera de jardí.
  - Inundada: La coberta està permanentment inundada amb diversos centímetres d'aigua.